# Discontinuità di Mohorovičić

A) Discontinuità di Mohorovičić. B) Discontinuità di Gutenberg.
C) Discontinuità di Lehmann. 1) Crosta continentale 2) Crosta oceanica 3) Mantello superiore 4) Mantello inferiore 5) Nucleo esterno 6) Nucleo interno.

La discontinuità di Mohorovičić (o Moho) è la zona interna alla Terra che separa la crosta terrestre dal sottostante mantello terrestre.

## Interpretazione
Nel 1909, il geofisico croato Andrija Mohorovičić (1857 - 1936), analizzando il terremoto di Pokuplje (valle di Kupa) dell'8 ottobre di quell'anno, individuò particolari arrivi di onde sismiche che potevano essere spiegati solo con un brusco aumento di densità a una profondità di una quarantina di chilometri.

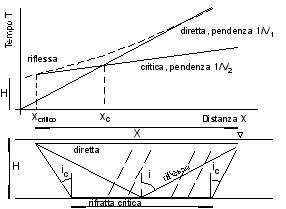
Diagramma Distanza-tempo (fig. 1)

Mohorovičić riportò in grafici spazio-tempo (distanza della stazione di misura-tempo di arrivo delle onde), come quello della figura 1, i tempi di arrivo delle onde sismiche del terremoto registrate da diverse stazioni sismiche. Maggiore è la distanza di una stazione di misura dall'epicentro, maggiore è il tempo impiegato dalle onde sismiche a raggiungerla. Ci si dovrebbe aspettare quindi che in un grafico spazio-tempo sia una linea retta a collegare i tempi di arrivo con le distanze. Maggiore la pendenza della retta, maggiore la velocità delle onde. I grafici che costruì Mohorovičić erano invece delle spezzate (fig. 1, in alto). 
Se un'onda sismica incontra una superficie di discontinuità, che la separa da un mezzo con diverse caratteristiche elastiche, viene in parte riflessa ed in parte rifratta. Le onde riflesse tornano in superficie con lo stesso angolo con cui hanno inciso sulla discontinuità e vengono registrate dai sismografi. Le onde rifratte proseguono in profondità, deviando dalla verticale con un angolo maggiore di quello di incidenza (perché passano in un mezzo più veloce) in accordo con la legge di Snell. Esiste un angolo di incidenza critico tale che il raggio rifratto è parallelo alla discontinuità; quest'ultima comincerà così ad emettere raggi verso l'alto, con lo stesso angolo di quello incidente (fig. 1, in basso).
In zone relativamente vicine all'epicentro, le prime ad arrivare ai sismografi sono le onde dirette, che viaggiano quasi orizzontalmente fino alla stazione sismica. Poi arrivano le onde riflesse dalle superfici di discontinuità, che viaggiano sempre nel mezzo più superficiale a velocità mediamente costante. Le onde critiche che viaggiano invece lungo la superficie di discontinuità vanno ad una velocità maggiore, in funzione delle caratteristiche elastiche del mezzo sottostante. Esisterà una distanza tale alla quale cominceranno ad arrivare insieme alle onde dirette e poi prima di esse. Questo permette di calcolare la profondità della discontinuità spiegando la spezzata del grafico spazio-tempo della figura 1.
Mohorovičić calcolò la profondità della discontinuità a circa 50 chilometri; essa prese il nome di “superficie di Mohorovičić”, in breve “Moho”. Il brusco cambiamento delle caratteristiche elastiche venne spiegato con una variazione di composizione alla base della crosta, dove comincia quello che viene definito come mantello terrestre (che ricopre il nucleo terrestre). Da dati di superficie e di pozzo sappiamo che la composizione media della crosta continentale è vicina a quella delle rocce granitiche-granodioritiche (ricche in quarzo e silicati di sodio e calcio); la crosta oceanica è più povera in quarzo e ha una composizione media vicina a quella dei basalti (ricchi in silicati di ferro e magnesio). Per quel che riguarda il mantello, rocce provenienti da condotti vulcanici profondi suggeriscono una composizione peridotitica (silicati di ferro e magnesio a basso tenore di silice). La profondità della Moho è in media a circa 30-50 chilometri di profondità; può scendere a meno di 10 km al di sotto degli oceani, ma raggiunge la profondità di 70 chilometri sotto le catene montuose.
La Moho è quindi considerata una discontinuità primaria, in corrispondenza della quale si verifica un brusco aumento della velocità delle onde sismiche, in particolare di quelle longitudinali (onde P) che passano da 6,5-6,8 a 7,8-8,4 km/s.

## Perforazioni sperimentali
Sono state condotte recentemente delle campagne di perforazioni, miranti ad arrivare fino alla discontinuità di Mohorovičić. Nel 1994 perforazioni, organizzate da scienziati russi nella penisola di Kola, hanno permesso di raggiungere la profondità di 12.262 m, che è tuttora la massima profondità raggiunta nel sottosuolo da un pozzo in perforazione.
L'Integrated Ocean Drilling Program (IODP) si occupa invece di perforazioni sottomarine e nel 2005 è riuscito ad arrivare fino a 1416 m sotto la piana abissale oceanica.